# مايكل إي. روز
مايكل إي. روز (بالإنجليزية: Michael E. Rose)‏ (18 مايو 1954، مونتريال في كندا)؛ روائي كندي.